# Lingua xhosa
La lingua xhosa (nome nativo isiXhosa; pronuncia isikǁʰóːsa) è una lingua nguni parlata in Sudafrica e Lesotho.
Al 2022, è parlata da 19,2 milioni di parlanti totali.

## Distribuzione geografica
Secondo i dati del censimento sudafricano del 2011, i locutori L1 (madrelingua) erano 8.154.258, pari al 16% della popolazione, di cui oltre 5 milioni nella provincia del Capo Orientale, dove lo xhosa è la lingua madre del 78,8% degli abitanti.
La lingua è parlata anche in Lesotho, dove si contano 18.000 locutori (dato del 1993).
La lingua xhosa è la più meridionale delle lingue bantu.

### Lingua ufficiale
Dopo la fine dell'apartheid e l'approvazione della nuova Costituzione sudafricana nel 1996, lo xhosa è stato riconosciuto come una delle 11 lingue ufficiali del Sudafrica.

### Dialetti e lingue derivate
Nella lingua xhosa esiste una marcata differenziazione dialettale; le principali forme dialettali individuate sono mpondo, xesibe, bomwana, gaika, gcaleka, thembu, mpondomise, ndlambe e hlubi.

## Classificazione
Secondo Ethnologue, la classificazione della lingua xhosa è la seguente:
- Lingue niger-kordofaniane
  - Lingue congo-atlantiche
    - Lingue volta-congo
      - Lingue benue-congo
        - Lingue bantoidi
          - Lingue bantoidi meridionali
            - Lingue bantu
              - Lingue bantu centrali
                - Lingue bantu S
                  - Lingue nguni
                    - Lingua xhosa

## Fonologia
Una nota caratteristica dello xhosa è quella di possedere diverse consonanti "clic" (o avulsive), prodotte facendo schioccare la lingua contro il palato o i denti; questa caratteristica accomuna lo xhosa ad altre lingue sudafricane non bantu, come le lingue khoisan.
Le consonanti clic vengono dalle lingue khoisan (dal momento che non esistono nelle lingue bantu fuori dal Sudafrica); la presenza dei clic nello xhosa è una conseguenza di molti secoli di interazione fra gli xhosa e khoisan (lo stesso suono iniziale del nome xhosa è un click dentale, e "xhosa" significa gli uomini arrabbiati nelle lingue khoisan).
Nello xhosa esistono tre tipi di "clic" di base:
- c - dentale
- q - alveolare
- x - laterale

Ognuno di questi clic può essere modificato in molti modi, ad esempio in base all'aspirazione, alla nasalizzazione e alla glottalizzazione, fino a un totale di 15 distinti suoni clic. Gli stessi suoni ricorrono nello zulu, dove tuttavia l'uso non è così frequente come nello xhosa.
Lo xhosa, analogamente a quasi tutte le lingue bantu, è una lingua tonale; i toni sono due, alto e basso, e vengono raramente indicati nella lingua scritta.

## Grammatica
Lo xhosa è una lingua agglutinante, cioè usa prefissi e suffissi per trasmettere l'informazione grammaticale. Come tutte le lingue bantu, lo xhosa ha anche un sistema di categorie di sostantivi.
I sostantivi in ogni categoria sono simili (c'è una categoria per gli animali, una per i concetti, per i familiari, per la gente ecc.) e ci sono dodici categorie, ognuno con regole diverse per il plurale. I verbi e aggettivi devono concordare con il prefisso del sostantivo. Per esempio:
- Umntu uphuza amanzi (La persona beve l'acqua) --> Bonke abantu baphuza amanzi (Tutte le persone bevono l'acqua)
- Inja liphuza amanzi (il cane beve l'acqua) --> Zonke izinja ziphuza amanzi (tutti i cani bevono l'acqua)

## Sistema di scrittura

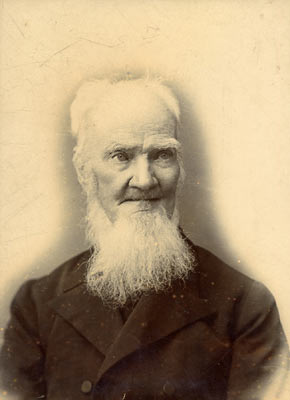
Henry Hare Dugmore, che sviluppò il primo sistema di scrittura per la lingua xhosa.

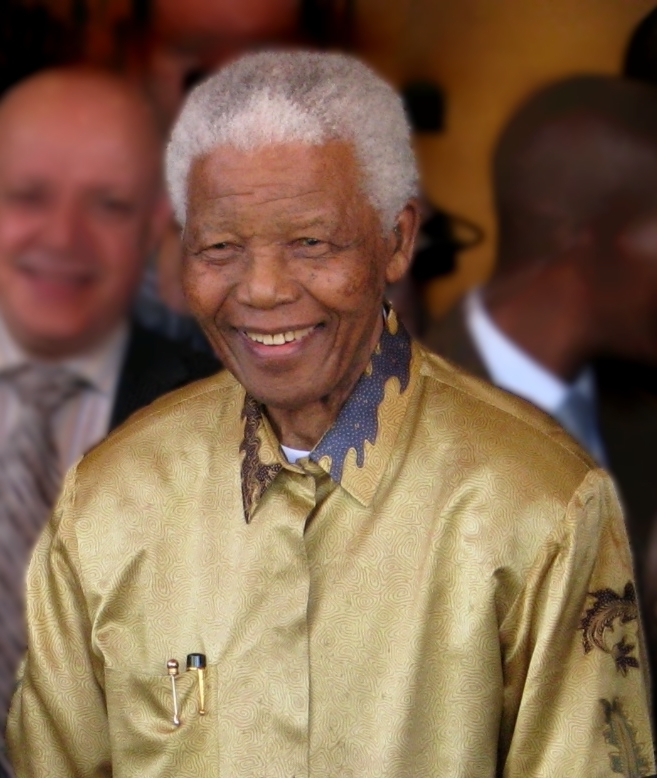
Lo xhosa è la lingua madre di Nelson Mandela.

Lo xhosa viene scritto con una variante dell'alfabeto latino, elaborato nel corso dell'ottocento da Henry Hare Dugmore, missionario inglese e primo traduttore della Bibbia in xhosa.

## Esempi
- Molo - Ciao a una persona
- Molweni - Ciao a un gruppo
- Uphila njani? - Come stai?
- Niphila njani? - Come state?
- Uxolo - Mi scusi
- Ndingu... - Io sono...
- Uvelaphi? - Di dove sei?
- Nceda - Per favore
- Enkosi - Grazie
- Hayi - No
- Ewe - Sì
- Ngubani ixesha ngoku? - Che ore sono?
- Sala kakuhle - Arrivederci a una persona che rimane (lit. Buon restare)
- Hamba kakuhle - Arrivederci a una persona che parte (lit. Buon partire)